# Discuz!
Discuz x! — популярний безкоштовний вебфорум із відкритим кодом, розроблений на скриптовій мові PHP, підтримує різні СУБД, включаючи MySQL, PostgreSQL, MS SQL Server, MS Access, а також Oracle (за наявності необхідних змін).
Остання версія Discuz x — X2.5, вийшла 1 вересня 2012 року.